# 朗德羅克
朗德羅克（英語：Round Rock），或譯作圓石城，是美国德克萨斯州的一座城市。位於德克薩斯州威廉森郡，一小部分位於特拉維斯郡，臨近德克薩斯州的首府奧斯汀。朗德羅克有德克薩斯州體育之都之稱。朗德羅克的教育事業頗為發達。朗德羅克也是跨國企業戴爾公司的總部。